# Quiz i en hornlygte
Quiz i en hornlygte var et dansk quizprogram der blev sendt på DR2 i 2012.
Programmet var en historisk quiz med Carsten Eskelund med to hold med skiftende deltagere som Lasse Rimmer, Simon Jul, Thomas Warberg og Carsten Bang. Carsten Wiedemann, der kom på tredjepladsen i VM i Jeopardy! i 2001, var overdommer.
Programmet var inspireret af BBC's QI med ofte grotesk svære spørgsmål og point for både korrekte svar og interessant viden.
Der blev produceret 18 programmer fra marts til november 2012.